# Can Marlès (Sant Just Desvern)
Can Marlès és un edifici del municipi de Sant Just Desvern (Baix Llobregat) que forma part de l'Inventari del Patrimoni Arquitectònic de Catalunya. Els terrenys en què s'edificà Can Marlès pertanyien a Can Carbonell, essent a partir del 1660 quan passà a anomenar-se ja Torre d'en Marlès. Des del 1969, la masia forma part del Club de Tennis Sant Gervasi 1917.

## Descripció
És una masia de planta basilical, amb un cos central aixecat i dos laterals més baixos. A la façana principal té un portal dovellat amb un arc de punt rodó. L'adaptació que ha sofert ha mantingut en part la seva estructura però ha deformat la façana, reformant-la notablement.